# Мосхохори (Шапка)
Вижте пояснителната страница за други значения на Мосхохори.
Мосхохори или Мацкохори (на гръцки: Μοσχοχώρι, катаревуса: Μοσχοχώριον, Мосхорион, до 1928 Ματσκοχώρι, Мацкохори) е историческо село в Република Гърция, на територията на дем Сервия, област Западна Македония.

## География
Селото е било на надморска височина от 1050 m, източно от Сервия в планината Шапка (Титарос).

## История

### В Османската империя
В 1528 година Мацкохори има 70 домакинства с 315 жители.
Александър Синве ("Les Grecs de l’Empire Ottoman. Etude Statistique et Ethnographique"), който се основава на гръцки данни, в 1878 година пише, че в Матусхори (Matous-khori) живеят 690 гърци.
На Етнографската карта на Битолския вилает на Картографския институт в София от 1901 година Мастохори (Мазукохор) е чисто гръцко село в Серфидженската каза на Серфидженския санджак със 105 къщи.
Според статистика на Серфидженския санджак на гръцкото консулство в Еласона от 1904 година в Маскохорион (Μασκοχώριον), Серфидженска каза, живеят 500 гърци елинофони християни.

### В Гърция
През октомври 1912 година, по време на Балканската война, в селото влизат гръцки части и след Междусъюзническата война в 1913 година селото остава в Гърция. В 1928 година е прекръстено на Мосхохори.
Селото пострадва силно по време на Втората световна (1940 - 1944) и Гражданската война (1946 - 1949) и се разпада, като жителите му се изселват в Платаноревма (Ортакьой).
| Година    | 1913 | 1920 | 1928 | 1940 | 1951 | 1961 | 1971 | 1981 | 1991 | 2001 | 2011 | 2021 |
| --------- | ---- | ---- | ---- | ---- | ---- | ---- | ---- | ---- | ---- | ---- | ---- | ---- |
| Население | 695  | 667  | 697  | 843  |      |      |      |      |      |      |      |      |